# René Camoin
René Camoin (Allauch, 23 maart 1932 – Levallois-Perret, 13 oktober 2012) was een Frans acteur en komiek.

## Filmografie
- Le bourgeois gentilhomme (1958)
- Le malade imaginaire (1959)
- Césarin joue les étroits mousquetaires (1962)
- L'émigré de Brisbane (1969)
- Monsieur de Pourceaugnac (1970)
- 29 degrés à l'ombre (1971)
- The Punishment (1973)
- Les fourberies de Scapin (1973)
- Ondine (1975)
- Lorenzaccio (1977)
- 1788 (1978)
- Le franc-tireur (1978)
- Par devant notaire (1979)
- Jean Jaurès: vie et mort d'un socialiste (1980)
- Les avocats du diable (1981)
- Le truqueur (1982)

## Televisieseries
- Au théâtre ce soir (1970-1980), 5 afleveringen
- La vie des autres (1980)
- Martine Verdier (1981)